# Игры Содружества 1982

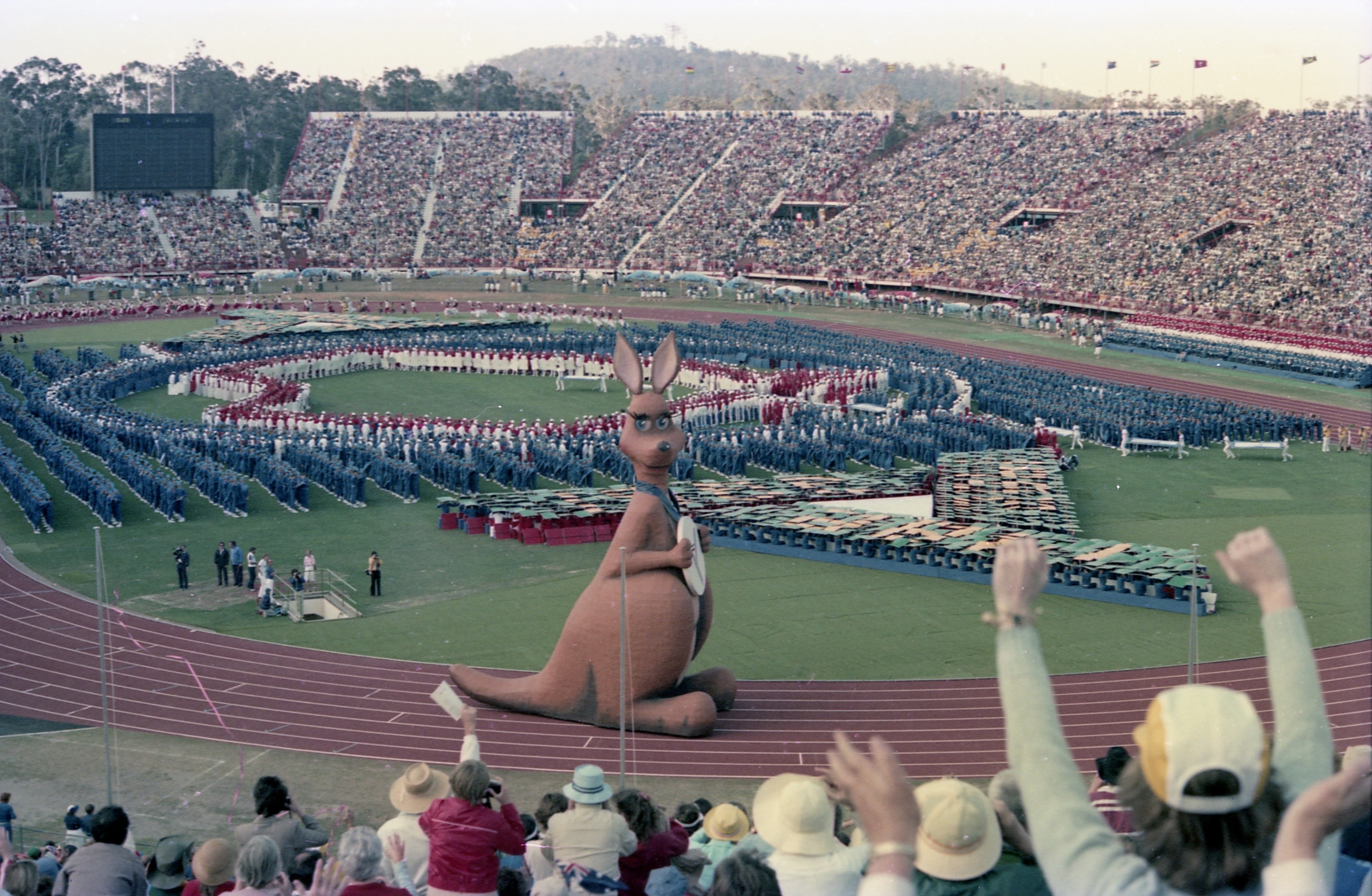
Церемония открытия Игр.

Игры Содружества 1982 года проходили в Брисбене (Квинсленд, Австралия) с 30 сентября по 9 октября. Церемония открытия проходила на стадионе Queensland Sport and Athletics Centre (названном в честь Елизаветы II) в пригороде Брисбена Натан. Этот стадион также был местом проведения соревнований Игр по лёгкой атлетике и стрельбе из лука. Другие мероприятия проводились в специально построенном спортивном комплексе «Sleeman Centre» в Чандлере.
Председателем Игр Содружества 1982 года был сэр Эдвард Уильямс.
Логотип Игр Содружества 1982 года был разработан Пауло Феррейрой, который стал победителем общенационального конкурса, проводившегося в 1978 году. Символ происходит от формы бегущего кенгуру. Три полосы, образующие стилизованные буквы «А» (для Австралии), окрашены в цвета, которые являются общими для флагов многих стран Содружества.
Матильда, талисман Игр Содружества 1982 года, была представлена мультяшным кенгуру и гигантским 13-метровым механическим кенгуру, который путешествовал по стадиону и подмигивал зрителям.
Игры были официально открыты герцогом Эдинбургским и закрыты королевой.

## Страны-участницы

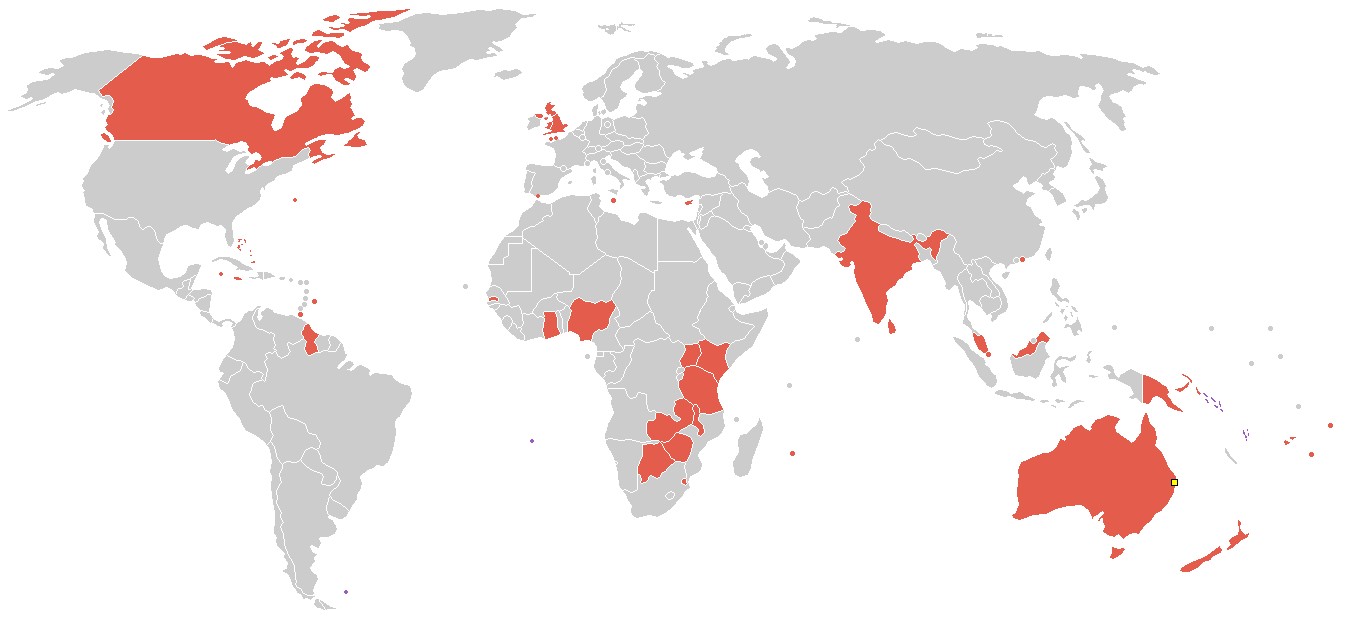
Страны-участницы Игр Содружества 1982 года.

В Играх приняли участие 46 стран, 1583 спортсмена и 571 официальный представитель. Для проживания спортсменов использовались студенческие общежития Университета Гриффита в Голд-Косте.
- Австралия
- Багамские Острова
- Барбадос
- Бермуды
- Ботсвана
- Канада
- Острова Кайман
- Кипр
- Англия
- Фолклендские острова
- Фиджи
- Гана
- Гибралтар
- Гренада
- Гернси
- Гайана
- Гонконг
- Индия
- Остров Мэн
- Ямайка
- Джерси
- Кения
- Лесото
- Малави
- Малайзия
- Мальта
- Маврикий
- Новая Зеландия
- Нигерия
- Северная Ирландия
- Папуа — Новая Гвинея
- Острова Святой Елены, Вознесения и Тристан-да-Кунья
- Шотландия
- Сингапур
- Соломоновы Острова
- Шри-Ланка
- Свазиленд
- Танзания
- Гамбия
- Тонга
- Тринидад и Тобаго
- Уганда
- Вануату
- Уэльс
- Самоа
- Замбия
- Зимбабве

### Страны-дебютанты
- Фолклендские острова[8]
- Острова Святой Елены, Вознесения и Тристан-да-Кунья
- Соломоновы Острова
- Вануату

## Медалисты

### Бокс
| Весовая категория       | Золото                  | Серебро                 | Бронза                    |
| ----------------------- | ----------------------- | ----------------------- | ------------------------- |
| Первый наилегчайший вес | Абрахам Уэчер (KEN)     | Джон Лион (ENG)         | Лаки Сиам (ZAM)           |
| Первый наилегчайший вес | Абрахам Уэчер (KEN)     | Джон Лион (ENG)         | Леонард Маханя (SWZ)      |
| Наилегчайший вес        | Майкл Мутуа (KEN)       | Джо Келли (SCO)         | Грант Ричардс (AUS)       |
| Наилегчайший вес        | Майкл Мутуа (KEN)       | Джо Келли (SCO)         | Альберт Мусакабала (ZAM)  |
| Легчайший вес           | Джо Орева (NGR)         | Рой Уэбб (NIR)          | Рэй Гилбоди (ENG)         |
| Легчайший вес           | Джо Орева (NGR)         | Рой Уэбб (NIR)          | Ричард Рэйлли (AUS)       |
| Полулёгкий вес          | Питер Коньегвачиэ (NGR) | Питер Хэнлон (ENG)      | Родни Харбергер (AUS)     |
| Полулёгкий вес          | Питер Коньегвачиэ (NGR) | Питер Хэнлон (ENG)      | Винфред Кабунда (ZAM)     |
| Лёгкий вес              | Хуссейн Халили (KEN)    | Джеймс Макдоннелл (ENG) | Брайан Тинк (AUS)         |
| Лёгкий вес              | Хуссейн Халили (KEN)    | Джеймс Макдоннелл (ENG) | Стив Ларримор (BAH)       |
| Первый полусредний вес  | Кристофер Оссаи (NGR)   | Чарльз Овисо (KEN)      | Клайд Макинтош (ENG)      |
| Первый полусредний вес  | Кристофер Оссаи (NGR)   | Чарльз Овисо (KEN)      | Дэвид Чибуе (ZAM)         |
| Полусредний вес         | Крис Пятт (ENG)         | Ластон Мукобе (ZAM)     | Чарльз Нвоколо (NGR)      |
| Полусредний вес         | Крис Пятт (ENG)         | Ластон Мукобе (ZAM)     | Ченанда Мачайя (IND)      |
| Младший средний вес     | Шон О'Салливан (CAN)    | Ник Крумбс (ENG)        | Роланд Оморуи (NGR)       |
| Младший средний вес     | Шон О'Салливан (CAN)    | Ник Крумбс (ENG)        | Том Корр (NIR)            |
| Средний вес             | Джимми Прайс (ENG)      | Дуглас Сэм (AUS)        | Окородуду, Джеремия (NGR) |
| Средний вес             | Джимми Прайс (ENG)      | Дуглас Сэм (AUS)        | Кевин Макдермотт (CAN)    |
| Полутяжёлый вес         | Файн Сани (FIJ)         | Джонатан Кириса (UGA)   | Кевин Бэрри (NZL)         |
| Полутяжёлый вес         | Файн Сани (FIJ)         | Джонатан Кириса (UGA)   | Джозеф Пото (ZAM)         |
| Тяжёлый вес             | Уилли Де Вит (CAN)      | Харольд Хайлтон (ENG)   | Уильям Исангура (TAN)     |
| Тяжёлый вес             | Уилли Де Вит (CAN)      | Харольд Хайлтон (ENG)   | Мохаммед Абдаллах (KEN)   |

### Вольная борьба
| Весовые категории | Золото                  | Серебро               | Бронза                   |
| ----------------- | ----------------------- | --------------------- | ------------------------ |
| 1-я наилегчайшая  | Рам Чандер Саранг (IND) | Стив Рэйнсфилд (NZL)  | Мэлдвин Купер (CAN)      |
| Наилегчайшая      | Махабир Сингх (IND)     | Рэй Такахаси (CAN)    | Кен Хойт (AUS)           |
| Легчайшая         | Брайан Аспен (ENG)      | Ашок Кумар (IND)      | Крис Мэддок (NZL)        |
| Featherweight     | Боб Робинсон (CAN)      | Крис Браун (AUS)      | Аугустин Атаси (NGR)     |
| Полулёгкая        | Джагминдер Сингх (IND)  | Зигмунд Келевиц (AUS) | Рэнкен Ллойд (CAN)       |
| Лёгкая            | Раджиндер Сингх (IND)   | Кен Рэйнсфилд (NZL)   | Брайан Рэнкен (CAN)      |
| Полусредняя       | Кристофер Ринке (CAN)   | Вэлли Кёниг (AUS)     | Джей Паркаш Кангар (IND) |
| Средняя           | Кларк Дэвис (CAN)       | Картар Сингх (IND)    | Найджел Сарджент (NZL)   |
| Тяжёлая           | Ричард Дешателье (CAN)  | Сатпал Сингх (IND)    | Мюррэй Эвери (AUS)       |
| Супертяжёлая      | Вайтт Вишарт (CAN)      | Раджиндер Сингх (IND) | Альберт Патрик (SCO)     |

### Стрельба

#### Пистолет
| Дисциплина                              | Золото                                  | Золото | Серебро                                 | Серебро | Бронза                                  | Бронза |
| --------------------------------------- | --------------------------------------- | ------ | --------------------------------------- | ------- | --------------------------------------- | ------ |
| Произвольный пистолет                   | Том Гвин (CAN)                          | 553    | Джеффри Робинсон (ENG)                  | 543     | Фил Адамс (AUS)                         | 540    |
| Произвольный пистолет (пары)            | Фил Адамс & Джон Тремеллинг (AUS)       | 1077   | Барри Уикинс & Рекс Гамильтон (NZL)     | 1075    | Джеффри Робинсон & Фрэнк Уайт (ENG)     | 1074   |
| Пистолет центрального боя               | Джон Кук (ENG)                          | 580    | Джеймс Кэйрнс (SCO)                     | 579     | Ноэл Райан (AUS)                        | 577    |
| Пистолет центрального боя (пары)        | Ноэл Райан & Александр Таранский (AUS)  | 1151   | Мохиндер Лал & Ашок Пандит (IND)        | 1138    | Джон Кук & Джон Гаф (ENG)               | 1131   |
| Скоростная стрельба из пистолета        | Ли Кви Нанг (HKG)                       | 583    | Джим Тиммерман (CAN)                    | 583     | Джон Кук (ENG)                          | 582    |
| Скоростная стрельба из пистолета (пары) | Питер Хойке & Александр Таранский (AUS) | 1160   | Джеймс Кэйрнс & Хью Хантер (SCO)        | 1152    | Шарад Чауран & Рамакришнан Виджаи (IND) | 1151   |
| Пневматический пистолет                 | Джордж Дарлинг (ENG)                    | 576    | Фил Адамс (AUS)                         | 573     | Том Гвин (CAN)                          | 571    |
| Пневматический пистолет (пары)          | Фил Адамс & Грегори Кольберт (AUS)      | 1128   | Джеффри Робинсон & Джордж Дарлинг (ENG) | 1126    | Джим Тиммерман & Том Гвин (CAN)         | 1125   |

#### Винтовка
| Дисциплина                                  | Золото                                | Золото | Серебро                                | Серебро | Бронза                                | Бронза |
| ------------------------------------------- | ------------------------------------- | ------ | -------------------------------------- | ------- | ------------------------------------- | ------ |
| Малокалиберная винтовка (лёжа)              | Алан Смит (AUS)                       | 1184   | Малкольм Купер (ENG)                   | 1184    | Билл Уоткинс (WAL)                    | 1177   |
| Малокалиберная винтовка (лёжа, пары)        | Малкольм Купер & Майкл Салливан (ENG) | 1187   | Колин Харрис & Билл Уоткинс (WAL)      | 1183    | Патрик Вамплю & Эрнест Сопсич (CAN)   | 1180   |
| Малокалиберная винтовка (три позиции)       | Алистер Аллан (SCO)                   | 1146   | Малкольм Купер (ENG)                   | 1145    | Гай Лорион (CAN)                      | 1144   |
| Малокалиберная винтовка (три позиции, пары) | Малкольм Купер & Барри Даггер (ENG)   | 2301   | Гай Лорион & Жан-Франсуа Сенекал (CAN) | 2279    | Алистер Аллан & Билл Макнэйл (SCO)    | 2277   |
| Крупнокалиберная винтовка                   | Артур Кларк (SCO)                     | 387    | Джон Вивиан (WAL)                      | 385     | Чарльз Троттер (GGY)                  | 384    |
| Крупнокалиберная винтовка (пары)            | Кейт Аффлек & Джеффри Эйлинг (AUS)    | 572    | Джон Блумфилд & Дик Розлинг (ENG)      | 570     | Дэвид Калверт & Хазель Макинтош (NIR) | 563    |
| Пневматическая винтовка                     | Жан-Франсуа Сенекал (CAN)             | 574    | Мэтью Жюль (GGY)                       | 572     | Малкольм Купер (ENG)                  | 570    |
| Пневматическая винтовка (пары)              | Алистер Аллан & Билл Макнэйл (SCO)    | 1137   | Малкольм Купер & Барри Даггер (ENG)    | 1126    | Норберт Ян & Антон Вёрфель (AUS)      | 1123   |

#### Стендовая стрельба
| Дисциплина  | Золото                               | Золото | Серебро                          | Серебро | Бронза                           | Бронза |
| ----------- | ------------------------------------ | ------ | -------------------------------- | ------- | -------------------------------- | ------ |
| Трап        | Питер Боден (ENG)                    | 191    | Тэрри Рамбл (AUS)                | 190     | Питер Крофт (ENG)                | 190    |
| Трап (пары) | Джим Эллис & Тэрри Рамбл (AUS)       | 190    | Питер Крофт & Питер Боден (ENG)  | 186     | Джеймс Янг & Мартин Гёрван (SCO) | 183    |
| Скит        | Джон Вулли (NZL)                     | 197    | Ян Хэйл (AUS)                    | 196     | Уолли Сайкс (ENG)                | 195    |
| Скит (пары) | Брайан Габриэль & Фред Альтман (CAN) | 191    | Джим Шеффилд & Уолли Сайкс (ENG) | 190     | Алекс Крикис & Ян Хэйл (AUS)     | 190    |

### Тяжёлая атлетика
| Весовая категория | Золото               | Золото | Серебро                    | Серебро | Бронза                | Бронза |
| ----------------- | -------------------- | ------ | -------------------------- | ------- | --------------------- | ------ |
| до 48 кг          | Ник Вукелатос (AUS)  | 207,5  | Грунадан Камбия (IND)      | 200     | Лоуренс Том (NGR)     | 192,5  |
| до 52 кг          | Джефф Лоус (ENG)     | 235    | Биджай Кумар Сатпати (IND) | 227,5   | Лоренцо Орсини (AUS)  | 222,5  |
| до 56 кг          | Дин Уилли (ENG)      | 267,5  | М Тамил Селван (IND)       | 245     | Чуа Кун Сянг (SIN)    | 242,5  |
| до 60 кг          | Дэйв Морган (WAL)    | 295    | Билл Стэллиос (AUS)        | 285     | Патрик Бэйси (NGR)    | 277,5  |
| до 67,5 кг        | Стив Пинсент (ENG)   | 312,5  | Тони Пингон (AUS)          | 305     | Жак Демерс (CAN)      | 302,5  |
| до 75 кг          | Ньютон Барроуз (ENG) | 325    | Гай Гриветт (CAN)          | 320     | Космас Идио (NGR)     | 317,5  |
| до 82,5 кг        | Роберт Каббас (AUS)  | 337,5  | Питер Пинсент (ENG)        | 335     | Майк Сабляк (AUS)     | 325    |
| до 90 кг          | Оливер Орок (NGR)    | 350    | Гэри Лэнгфорд (ENG)        | 350     | Кевин Рой (CAN)       | 340    |
| до 110 кг         | Джон Бёрнс (WAL)     | 347,5  | Джо Кабалан (AUS)          | 325     | Марио Лебланк (CAN)   | 315    |
| свыше 110 кг      | Дин Лукин (AUS)      | 377,5  | Боб Эдмонд (AUS)           | 347,5   | Бэйсси Айронбар (NGR) | 320    |

## Общий медальный зачёт
*   Принимающая страна (Австралия)
| Место           | Страна            | Золото | Серебро | Бронза | Всего |
| --------------- | ----------------- | ------ | ------- | ------ | ----- |
| 1               | Австралия*        | 39     | 39      | 29     | 107   |
| 2               | Англия            | 38     | 38      | 32     | 108   |
| 3               | Канада            | 26     | 23      | 33     | 82    |
| 4               | Шотландия         | 8      | 6       | 12     | 26    |
| 5               | Новая Зеландия    | 5      | 8       | 13     | 26    |
| 6               | Индия             | 5      | 8       | 3      | 16    |
| 7               | Нигерия           | 5      | 0       | 8      | 13    |
| 8               | Уэльс             | 4      | 4       | 1      | 9     |
| 9               | Кения             | 4      | 2       | 4      | 10    |
| 10              | Багамские Острова | 2      | 2       | 2      | 6     |
| 11              | Ямайка            | 2      | 1       | 1      | 4     |
| 12              | Танзания          | 1      | 2       | 2      | 5     |
| 13              | Гонконг           | 1      | 0       | 1      | 2     |
| 13              | Малайзия          | 1      | 0       | 1      | 2     |
| 15              | Зимбабве          | 1      | 0       | 0      | 1     |
| 15              | Фиджи             | 1      | 0       | 0      | 1     |
| 17              | Северная Ирландия | 0      | 3       | 3      | 6     |
| 18              | Уганда            | 0      | 3       | 0      | 3     |
| 19              | Замбия            | 0      | 1       | 5      | 6     |
| 20              | Гернси            | 0      | 1       | 1      | 2     |
| 21              | Бермуды           | 0      | 0       | 1      | 1     |
| 21              | Сингапур          | 0      | 0       | 1      | 1     |
| 21              | Эсватини          | 0      | 0       | 1      | 1     |
| Всего стран: 23 | Всего стран: 23   | 143    | 141     | 154    | 438   |